# Peito (mitología)

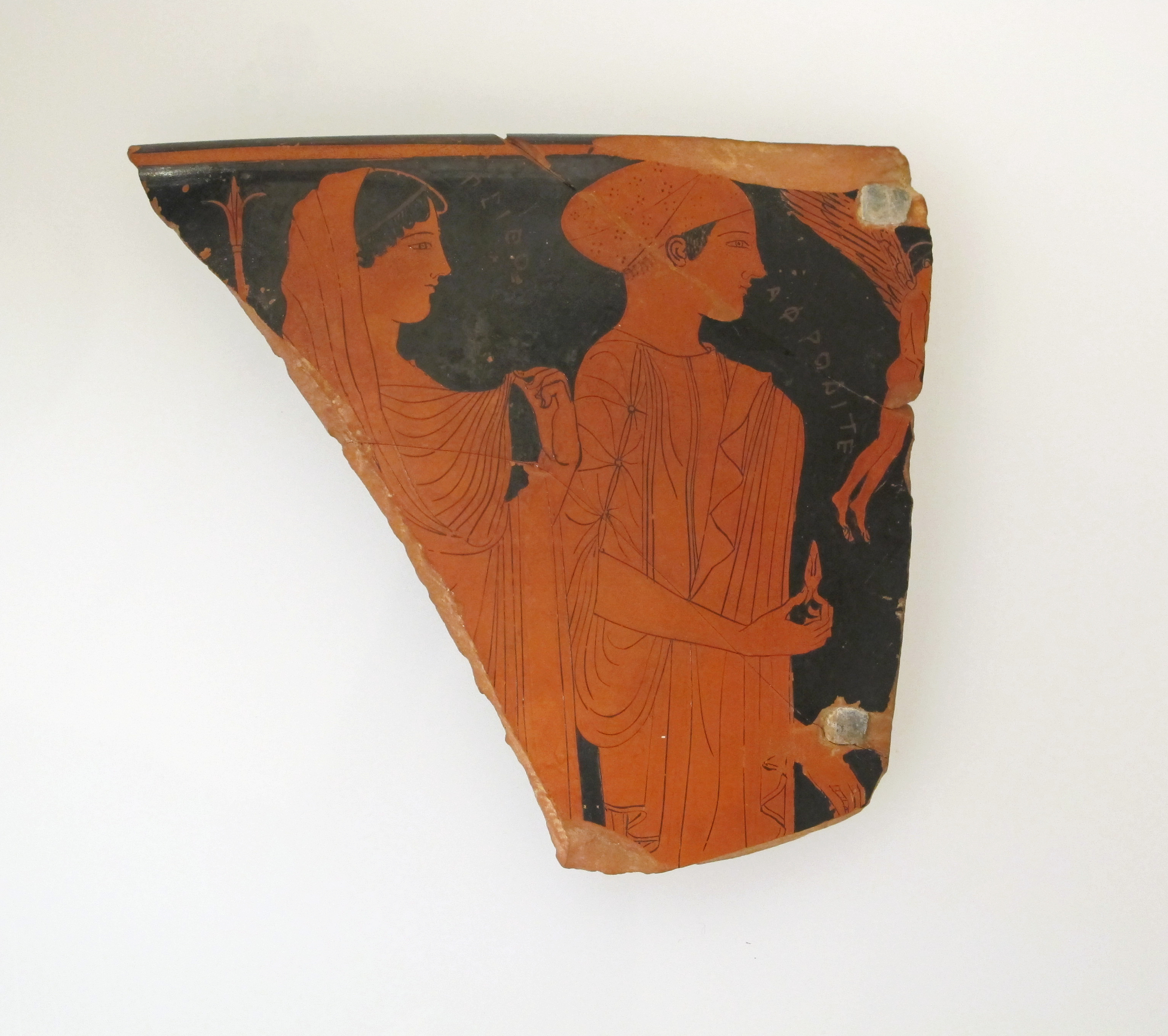
Peito (a la izquierda) tras Afrodita y Eros. Fragmento de un vaso de terracota (skyphos) Ática, Grecia ca. 490 a. C., atribuida a un seguidor de Duris.

Según la mitología griega, Peito o Pito o simplemente Persuasión (en griego: Πειθώ, Peithṓ), era la diosa o daimon que personificaba la «persuasión, seducción, encanto o tentación». No en vano, en la Anacreóntica se dice que los labios de Peito solo producen besos.  Esta diosa menor apenas ha superado la fase de abstracción personificada. Formaba parte de los Erotes como acompañante y heraldo personal de Afrodita. En la mitología romana, recibía el nombre de Suadela.

## Genealogía mítica
Hesíodo la mienta en la Teogonía como una de las oceánides, hija de Océano y Tetis, mientras que en Los trabajos y los días está entre las gracias adornando con collares de oro a Pandora, la primera mujer. La Persuasión también aparece descrita otras fuentes arcaicas como hija de Afrodita sin especificar el consorte, si es que hubo alguno. En la tragedia Peitho, aquí como la tentación (talaina peithô), puede ser descrita como hija de Ate, la Ruina.
Alcmán nos dice que una tal Promatea, que parece ser la «Previsión», engendró tres hijas: Tique («Fortuna»), Eunomia («Buen orden») y Peito («Persuasión»). En interpretación romana del papel alegórico de Peithó como personificación de la persuasión, Plutarco también las hace hermanas. Por su parte, Nono de Panópolis, la señala como hija de Dioniso y Afrodita, y como una de las tres gracias junto con Pasitea y Aglaya; al tiempo que la señala como esposa alegórica de Hermes.  El poeta elegíaco Hermesianacte también opina que Peito es una de las Cárites.  Una fuente tardía dice que Peito concibió a Iinge, pero no se especifica si hubo padre.  Y otra fuente más nos dice que Higía era hija de Eros y Peito.

## Peito y Afrodita
Pausanias atribuye a Teseo la instauración del culto de Afrodita Pandemos y Peito en Atenas, llevada a cabo tras la unificación de ésta. Señala, además, la existencia de un santuario en Sición ubicado en el ágora y fundado como un acto de propiciación a Apolo y Artemisa por una plaga que aquejó a aquel poblado. También en Mégara la estatua de Peito se encontraba junto a la de Afrodita Praxis. Esta cercanía a Afrodita ha llevado a pensar que Peitho es simplemente un atributo más de la diosa de la belleza.